# Рудолф Райтлер
Рудолф Райтлер (на немски: Rudolf Reitler) е австрийски лекар и психоаналитик. Съосновател е на Психологическото общество на срядата заедно със Зигмунд Фройд, Алфред Адлер, Вилхелм Щекел и Макс Кахан.

## Биография
Роден е през 1865 година във Виена, Австрия. Произлиза от семейство на буржоазни католици виенчани. Става лекар, като лекува чрез минерални извори.
Той е първият експерт в психоанализата след Фройд, който остава до края на живота си член на Виенското психоаналитично общество.
Умира през 1917 година на 52-годишна възраст.